# Robert Trivers
Robert Ludlow Trivers [ˈtrɪvərz] (* 19. Februar 1943 in Washington, D.C.) ist ein US-amerikanischer Soziobiologe und Evolutionsbiologe. Er wurde vor allem bekannt durch das Konzept des reziproken Altruismus.

## Leben
Robert Trivers wurde am 19. Februar 1943 in Washington DC geboren. Er war das zweite von sieben Kindern eines Angestellten im Auswärtigen Dienst. 1956 lebte er kurze Zeit in Berlin. Nach der Aufnahme eines Mathematikstudiums an der Harvard-Universität wechselte er zu Geschichtswissenschaften und erwarb 1965 seinen Bachelor in Amerikanischer Geschichte. Für zwei Jahre schrieb und illustrierte er Kinderbücher. Er kehrte dann nach Harvard zurück, um von 1968 bis 1972 Biologie zu studieren, und erwarb seinen Doktorgrad 1972.
Von 1973 bis 1978 war Trivers Dozent für Biologie in Harvard. 1978 ging er an die University of California, Santa Cruz, wo er bis 1994 blieb. Von 1994 bis 2017 war er als Professor für Anthropologie und Biologie an der Rutgers University in New Brunswick (New Jersey) tätig. Ferner war er von 1999 bis 2017 außerordentlicher Professor an der Universität für Medizin und Zahnmedizin von New Jersey. Anschließend war ein Jahr lang Presidential Fellow für Biologie und evolutionäre Psychologie an der Chapman University in Orange (Kalifornien).
Trivers trat 1979 den Schwarzen Panthern bei, einer afroamerikanischen Black-Power-Bewegung.
2005 wählte man ihn in die American Academy of Arts and Sciences. 2008/09 war er Fellow am Wissenschaftskolleg zu Berlin.

## Forschungsgebiete

### Soziale Evolution
Trivers Arbeiten beschäftigen sich unter anderem mit der Entwicklung egoistischer Gene und mit sozialer Evolution im Rahmen der evolutionären Psychologie.
Ein frühes Forschungsgebiet von Trivers ist der reziproke Altruismus. Darüber hinaus beschäftigte er sich mit dem so genannten elterlichen Investment. Dies bezeichnet das Verhalten eines Elternteils, das die Wahrscheinlichkeit des Überlebens – und damit auch des reproduktiven Erfolgs – eines individuellen Nachkommen erhöht und gleichzeitig die Investitionen in andere Nachkommen reduziert (wie viel soll in ein Kind investiert werden?). Nahe verwandt mit diesem Thema ist der Eltern-Kind-Konflikt, über den Trivers 1974 eine Arbeit publizierte, die sich mit dem Spannungsverhältnis zwischen Eltern und Nachwuchs beschäftigte, der um die Höhe der Investitionen der Eltern in ihre Kinder zwischen den Beteiligten entstehen kann.
Ein weiteres Forschungsgebiet von Trivers hat die sexuelle Selektion zum Gegenstand. Dies ist der Wettbewerb zwischen Individuen desselben Geschlechts um Geschlechtspartner und die Erreichung des Reproduktionserfolgs. Eine Detailfrage ist hier die Ausbildung von sekundären Geschlechtsmerkmalen. Die Beschäftigung mit der Evolution von Geschlechtsunterschieden und die Herausbildung des Geschlechtsverhältnis von männlich zu weiblich führte Trivers zum Trivers-Willard-Prinzip, das die Bevorzugung von Jungen oder Mädchen durch die Eltern in Zusammenhang mit dem sozialen Status bringt. Ebenfalls in das Forschungsgebiet der beiden Geschlechter fällt die Frage der widerstreitenden Gene innerhalb eines Individuums (Vatergene versus Muttergene, Selfish Genetic Elements). Ein weiterer Gegenstand von Trivers Forschung beschäftigt sich mit Täuschung und Selbsttäuschung (Deceit and Self-Deception).

### Körper-Asymmetrie
Mit dem Langzeit-Forschungsvorhaben The Rutgers Jamaican Symmetry Project studiert Trivers seit 1996 die Auswirkungen von Körper-Asymmetrien bei 288 Kindern auf deren Biografie, etwa in Hinsicht auf Attraktivität, Tanzfähigkeiten, Aggressivität, Anzahl von Freunden und anderen Parametern.

## Werke

### Artikel (Auswahl)
- The evolution of reciprocal altruism. In: Quarterly Review of Biology. 46, 1971, S. 35–57.
- Parental investment and sexual selection. In: Campbell, Sexual Selection and the Descent of Man. 1972.
- mit D. E. Willard: Natural selection of parental ability to vary the sex ratio of offspring. In: Science. 179, 1973, S. 90–92. Siehe Trivers-Willard-Prinzip.
- Parent-Offspring Conflict. In: American Zoologist. 14, 1974, S. 249–264.
- mit H. P. Newton: The crash of flight 90: Doomed by self-deception? In: Science Digest. November 1982, S. 66–67, 111.
- The evolution of sex. In: Quarterly Review of Biology. 58, 1983, S. 62–67.
- mit R. Hicks: The social behavior of Anolis valencienii. In: A. Rhodin, K. Miyata (Hrsg.): Advances in Herpetology and Evolutionary Biology. Museum of Comparative Zoology, Cambridge 1983, S. 570–595.
- mit J. Seger: Asymmetry in the evolution of female mating preferences. In: Nature. 319, 1986, S. 771–773.
- Sex differences in rates of recombination and sexual selection. In R. Michod, D. Levin (Hrsg.): The Evolution of Sex: An Examination of Current Ideas. Sinauer, Sunderland, MA 1988.
- Deceit and self-deception: The relationship between communication and consciousness. In: M. Robinson, L. Tiger (Hrsg.): Man and Beast Revisited. Smithsonian, Washington, DC, 1991, S. 175–191.
- mit M. Polak: The science of symmetry in biology. In: Trends in Ecology and Evolution. 9, 1994, S. 122–124.
- mit D. Haig: The evolution of parental imprinting: A review of hypotheses. In: R. Ohlsson, K. Hall, M. Ritzen (Hrsg.): Genomic Imprinting: Causes and Consequences. Cambridge University Press, Cambridge 1995.
- Genetic basis of intrapsychic conflict. In: N. Segal, G. Weisfeld, C. Weisfeld (Hrsg.): Uniting Psychology and Biology. American Psychological Association, Washington, D.C. 1997, S. 385–395.
- mit  J. Manning, R. Thornhill, D. Singh, J. Denham, M. Eklo, R. Anderton: Ear asymmetry and left-side cradling. In: Evolution and Human Behavior. 18, 1997, S. 327–340.
- As They Would Do to You. Rezension zu: Elliot Sober, David Sloan Wilson: Unto Others: The Evolution and Psychology of Unselfish Behavior. In: Skeptic. Vol. 6, No. 4, 1998.
- mit A. Burt: Selfish DNA and breeding system in flowering plants. In: Proc. R. Soc. Lond. 265, 1998, S. 141–146.
- mit A. Burt: Genetic conflicts in genomic imprinting. In: Proc. Royal Society. B. 265, 1998, S. 2393–2397.
- mit A. Burt: Kinship and genomic imprinting. In R. Ohlsson (Hrsg.): Genomic Imprinting. Springer, Heidelberg 1999, S. 1–23.
- mit J. T. Manning, R. Thornhill, D. Singh  und M. Mcguire: Jamaican Symmetry Project: Long-Term Study of Fluctuating Asymmetry in Rural Jamaican Children. In: Human Biology. June 1999, v. 71, no. 3, S. 417–430.
- mit J. T. Manning, D. Singh  und R. Thornhill: The mystery of female beauty. In: Nature. 399, 1999, S. 214–215.
- mit J. T. Manning, R. Thornhill  und D. Singh: The 2nd:4th digit ratio and hand preference in Jamaican children. In: Laterality. 2000.
- The elements of a scientific theory of self-deception. Annals NY Acad Sciences 907, 2000, S. 114–131.
- mit J. T. Manning, L. Barley et al.: The 2nd:4th digit ratio, sexual dimorphism, population differences and reproductive success: evidence for sexually antagonistic genes in humans. In: Evolution and Human Behavior. 21, 2000, S. 163–183.
- Mutual Benefits at All Levels of Life. In: Science. 304, 2004, S. 964–965.

### Bücher
- 1985: Social Evolution. Benjamin/Cummings, Menlo Park, CA, ISBN 0-8053-8507-X.
- 2002: Natural Selection and Social Theory: Selected Papers of Robert L. Trivers. Oxford University Press, ISBN 0-19-513061-8 (eingeschränkte Vorschau in der Google-Buchsuche).
- 2006 (mit Austin Burt): Genes in Conflict: The Biology of Selfish Genetic Elements. Harvard University Press, Cambridge, MA, ISBN 0-674-01713-7.
- 2009 (mit Brian G. Palestis und Darine Zaatari): The Anatomy of a Fraud: Symmetry and Dance. TPZ Publishers, ISBN 978-0-615-28756-0.
- 2011: The Folly of Fools: The Logic of Deceit and Self-Deception in Human Life. Basic Books,  New York, ISBN 978-0-465-02755-2. 
 Deutsch: Betrug und Selbstbetrug. Wie wir uns selbst und andere erfolgreich belügen. Übersetzt von Sebastian Vogel. Ullstein, Berlin 2013, ISBN 978-3-8437-0513-4 (eingeschränkte Vorschau in der Google-Buchsuche).
- 2015: Wild Life:  Adventures of an Evolutionary Biologist. Plympton, ISBN 978-1938972126.

## Preise und Auszeichnungen
- Crafoord-Preis 2007